# Liste der Orte im Schwarzwald-Baar-Kreis
Die Liste der Orte im Schwarzwald-Baar-Kreis listet die geographisch getrennten Orte (Ortsteile, Stadtteile, Dörfer, Weiler – badisch Zinken –, Höfe, Wohnplätze) im Schwarzwald-Baar-Kreis auf.

## Systematische Liste
Alphabet der Städte und Gemeinden mit den zugehörigen Orten.
| - Bad Dürrheim mit den Stadtteilen Bad Dürrheim, Biesingen, Hochemmingen, Oberbaldingen, Öfingen, Sunthausen und Unterbaldingen. - Zu Bad Dürrheim die Stadt Bad Dürrheim. - Zu Biesingen das Dorf Biesingen und der Wohnplatz Mühle. - Zu Hochemmingen das Dorf Hochemmingen und die Wohnplätze Hirschhalde und Waldkaffee. - Zu Oberbaldingen das Dorf Oberbaldingen. - Zu Öfingen das Dorf Öfingen. - Zu Sunthausen das Dorf Sunthausen. - Zu Unterbaldingen das Dorf Unterbaldingen und die Wohnplätze Jägerhaus Unterhölzer, Torhäusle Unterhölzer und Ziegelei. - Blumberg mit den Stadtteilen Achdorf, Blumberg, Epfenhofen, Fützen, Hondingen, Kommingen, Nordhalden, Riedböhringen und Riedöschingen. - Zu Achdorf die Dörfer Achdorf, Aselfingen, Eschach, Opferdingen und Überachen. - Zu Blumberg die Stadt Blumberg, das Dorf Randen, der Gemeindeteil Zollhaus, das Gehöft Steppach und die Wohnplätze Bleiche und Randensteig. - Zu Epfenhofen das Dorf Epfenhofen. - Zu Fützen das Dorf Fützen, die Höfe Bergers (Auf Worberg), Birchenhof, Buchhof, Eichhof, Hölzlehof, Lachenbuckhof, Randen (Klausenhof), Schafsätze, Schlatthof, Waldhof und Wyhlhof und die Wohnplätze Untere Mühle und Zollgebäude. - Zu Hondingen das Dorf Hondingen. - Zu Kommingen das Dorf Kommingen. - Zu Nordhalden das Dorf Nordhalden und der Weiler Neuhaus am Randen. - Zu Riedböhringen das Dorf Riedböhringen und der Wohnplatz Jungviehweide Heiligkreuzhof. - Zu Riedöschingen das Dorf Riedöschingen, der Weiler Schabelhöfe, die Höfe Homberghof, Steppachertalhof und Tengertalhof und die Wohnplätze Gossental, Längehaus (Stetten), Bahnstation Riedöschingen und Ziegelei. - Bräunlingen mit den Stadtteilen Bräunlingen, Döggingen, Mistelbrunn, Unterbränd und Waldhausen. - Zu Bräunlingen die Stadt Bräunlingen, das Dorf Bruggen, die Höfe Beim Schachenhof (Schachen), Hölzlehof und Ziegelhof und die Wohnplätze Forsthaus, Kraftwerk und Waldhüterhaus. - Zu Döggingen das Dorf Döggingen und der Wohnplatz Guggenmühle. - Zu Mistelbrunn das Dorf Mistelbrunn und das Gehöft Kohlwald. - Zu Waldhausen das Dorf Waldhausen, das Gehöft Waldhauserhof und die Wohnplätze Bittelbrunn und Forsthaus. - Brigachtal mit den Ortsteilen Kirchdorf, Klengen und Überauchen. - Zu Kirchdorf das Dorf Kirchdorf. - Zu Klengen das Dorf Klengen, der Weiler Beckhofen und der Wohnplatz Ankenbuck. - Zu Überauchen das Dorf Überauchen. - Dauchingen mit dem Dorf Dauchingen, Haus und Gehöft Längetalhof, dem Gehöft Neckartalmühle und dem Wohnplatz Auf Firsten. - Donaueschingen mit den Stadtteilen Aasen, Donaueschingen, Grüningen, Heidenhofen, Hubertshofen, Neudingen, Pfohren und Wolterdingen. - Zu Aasen das Dorf Aasen. - Zu Donaueschingen die Stadt Donaueschingen, die Stadtteile Allmendshofen und Aufen, die Siedlung Siedlungen (Bruch-, Schluchsiedlung, Neue Heimat), die Höfe Dürrheimer Landstraße, Fohrenhöfe und In den Tannenäckern (Ziegelhof) und die Wohnplätze In den Parkanlagen, Jägerhaus (Am Buchberg) und Karlsruher Kindersolbad. - Zu Grüningen das Dorf Grüningen. - Zu Heidenhofen das Dorf Heidenhofen. - Zu Hubertshofen das Dorf Hubertshofen. - Zu Neudingen das Dorf Neudingen und die Höfe Auf Teil, Gnadental und Mariahof. - Zu Pfohren das Dorf Pfohren und der Weiler Immenhöfe. - Zu Wolterdingen das Dorf Wolterdingen, der Zinken Zindelstein, das Gehöft Lettenäcker und der Wohnplatz Hintere Schand. - Furtwangen im Schwarzwald mit den Stadtteilen Furtwangen, Linach, Neukirch, Rohrbach im Schwarzwald und Schönenbach. - Zu Furtwangen die Stadt Furtwangen, die Höfe Benjaminenhof, Bernhardenhof (Mäderstal), Bernhardenhof (Oberkatzensteig), Diesenhof, Dilgerhof, Doldenhof, Fürsatzhof, Furtwänglehof, Ganterhof, Hausebenehof, Heidenbühl, Hippenseppenhof, Hochbauernhof, Hogenhof, Hummelhof, Jonasenhof, Josenhof, Kernerhof, Kolmenhof, Mucklehof, Oberer Buckenbühl, Pfeifenhansenhof, Reinershof, Rotenhof, Rothansenhof, Sägehof, Sägemathishof, Schnabelhof, Schwarzhof, Staatsberg, Staatsberghof, Stalterhof, Unterer Buckenbühl, Vogelhof, Wannehof, Wendelhof und Winterhalderhof und die Wohnplätze Alter Romben, Auf Martinskapelle, Birkenbühl, Escheck, Gabrielenhof, Hauspen, Hippen, Im Kaltenbach, Katharinenhöhe, Kurbeleck, Ladstatt, Obere Steinhalde, Rombenberg, Schlossers Mühle, Schochenbach, Spitzberg, Untere Steinhalde und Wannenweg. - Zu Linach der Weiler Schulhaus (Altes und Neues), Haus und Hof Weißerhof, die Höfe Altenvogtshof, Bühl (Altenvogtsantonshaus), Hansen(Kleiserhansen)hof, Hinterbauernhof (Heineshof), Lettwies, Michelshof, Schmiedshof, Schwarzhansenhof, Wehrleshof und Wirtshof und die Wohnplätze Bregerhaus, Hinteres Berghäusle, Kanstingerhäusle, Kesselbach (Unter), Kohlerhäusle, Langgrund, Leimoos, Linacher Mühle, Rainhäusle, Rohrerhäusle, Sprenglerhäusle (Wintereck), Vorderes Berghäusle und Waldhäusle. - Zu Neukirch das Dorf Neukirch, der Weiler Dörfle, die Zinken Bregenbach, Dreistegen, Ferndobel, Heubach, Hexenloch, Leiterloch, Schwebeldobel und Schweizersgrund, Häuser und Höfe Ober Fallengrund, die Höfe Unter Fallengrund, Sengenhof, Winkel und Wolfloch und die Wohnplätze Brend, Brennersloch, Fernhof, Gremmen, Kirnerseck (Auf der Eck), Kohlplatz und Steinberg. - Zu Rohrbach im Schwarzwald der Weiler Dörfle, die Zinken Obertal, Reibschental, Untergrund und Untertal, die Höfe Altenvogtshof, Balzenhof, Dilgerhof, Doldenhof, Dorershof, Eckbauernhof, Fürsatz(hof), Grundhof, Jockleshof, Kupferbauernhof, Reibschenhof (Neue Reibsch), Reinershof, Scherzingerhof, Schneidershof, Schwabenhof, Seppenjöckelhof, Weißenbauernhof und Wirtshaus zum Löwen und die Wohnplätze Alte Reibsch, Burchershäusle, Doldenhäusle, Drehershäusle, Enge, Fuchsfalle, Grund(Eschlis)häusle, Harzhäusle, Holzhäusle (Altes und Neues), Mooshansenhäusle, Neue Fuchsfalle, Reibschenscheuer, Reinerseck, Renzeck, Sägehäusle, Schneiderhäusle, Waldhäusle (Hinteres) und Wohnhaus Rombach. - Zu Schönenbach die Gemeindeteile Obertal und Untertal und die Wohnplätze Dobelhäusle (Vogtsmartinshäusle), Gründle, Hofbauerngrundhäusle (Grundhäusle), Hofgrund, Landelshaus (Vogtmartinsdobel) und Sonnen(wirts)grund. - Gütenbach mit dem Dorf Gütenbach, dem Weiler Scherensäge, den Zinken Breiteck, Hintertal, Hübschental, Im Grund, Ladstatt, Langengrund, Teich und Vogtsgrund, den Häusern und Höfen Oberkilpachtal und Oberlehmannsgrund, den Höfen Eckhöfe, Ettenberg, Gschwendhöfe, Heiligenhof, Leimgrubenhof, Obergrundhof, Scherenhof, Untergrundhof und Unterlehmannsgrund und den Wohnplätzen Gaisberg, Gaisdobel, Ganterhäusle, Gutenhof, Neueck, Neueckhöhe, Sattelhof und Unterkilpachtal. - Hüfingen mit den Stadtteilen Behla, Fürstenberg, Hausen vor Wald, Hüfingen und Mundelfingen und Sumpfohren. - Zu Behla das Dorf Behla. - Zu Fürstenberg das Dorf Fürstenberg und der Weiler Schächer. - Zu Hausen vor Wald das Dorf Hausen vor Wald. - Zu Hüfingen die Stadt Hüfingen und die Höfe Lehrhof, Oberer Schossenhof und Unterer Schossenhof. - Zu Mundelfingen das Dorf Mundelfingen und der Wohnplatz Jungviehweide. - Zu Sumpfohren das Dorf Sumpfohren. - Königsfeld im Schwarzwald mit den Ortsteilen Buchenberg, Burgberg, Erdmannsweiler, Königsfeld im Schwarzwald, Neuhausen und Weiler. - Zu Buchenberg das Dorf Buchenberg, die Zinken Bregnitz, Brogen, Glashalde, Halden, Lochbronn, Martinsweiler, Mönchhof, Muckenloch, Mühllehen, Nägelesee, Siehdichfür und Waldau und die Wohnplätze Fürndel, Kindersanatorium (Donishof), Lindenloch, Litzelbronn und Rainhäuser. - Zu Burgberg das Dorf Burgberg, die Zinken Däplisberg, Fuchsloch, Hutzelberg, Nonnenberg und Winterberg (mit Burgberg zusammengewachsen), das Gehöft Bauernäcker und die Wohnplätze Hinterer Hutzelberg, Nonnenhalde, Nonnenmühle und Stellwald. - Zu Erdmannsweiler das Dorf Erdmannsweiler. - Zu Königsfeld im Schwarzwald das Dorf Königsfeld im Schwarzwald. - Zu Neuhausen das Dorf Neuhausen und die Wohnplätze An der Königsfelder Straße, Im Moos und Katzenbühl. - Zu Weiler das Dorf Weiler und die Wohnplätze Dörnen, Gaisbrunnen, Kirchenmoos und Lerchenfeld. - Mönchweiler mit dem Dorf Mönchweiler und dem Zinken Schoren. - Niedereschach mit den Ortsteilen Fischbach, Kappel, Niedereschach und Schabenhausen. - Zu Fischbach die Dörfer Fischbach und Sinkingen, der Gemeindeteil Vorderweiler, das Gehöft Pfaffenberg(höfe) und die Wohnplätze Auf dem Bühl, Eichbühl und Kirchhalde. - Zu Kappel das Dorf Kappel, das Gehöft Winkelhof (Im Winkel) und der Wohnplatz Dobel. - Zu Niedereschach das Dorf Niedereschach, die Höfe Klosterhof (vormals Seyhof) und Mühle und die Wohnplätze Am Eichenberg, An der Schabenhäuserhalde, Bubenholz, Eberstein, Oberer Vogelsang, Pulvermühle, Schloß Graneck (Schlossbauern) und Vogelsang. - Zu Schabenhausen die Zinken Altbad, Auf den Höfen, Bei der Mühle, Im oberen Loh, Kohlerberg, Kohlwald, Mittendorf (Beim Neubad), Unterdorf (Bei der Krone), die Höfe Hasenstall, Lohhof und Schlössle und der Wohnplatz Bärleswies. | - Schonach im Schwarzwald mit den Ortsteilen Rohrhardsberg und Schonach im Schwarzwald. - Zu Rohrhardsberg das Dorf Rohrhardsberg, die Höfe Elzhof, Erlenhof, Hecken, Ramselhof, Rotenberg, Schänzlehof, Unterhaus und Zum Ochsen (Am Hörmannsberg) und die Wohnplätze Berghäusle, Feldern, Forsthaus, Gumm, Gummaten, Haid (Vordere), Hintere Bärt, Mühlebühl, Oberes Bachgut, Rotenbergerhäusle, Schleife, Schulhaus, Venedighaus, Vordere Bärt, Wälderhaus und Zur Schwedenschanze. - Zu Schonach im Schwarzwald das Dorf Schonach, die Zinken Elzbach, Eschenbühl, Holz, Losbach, Obertal, Rensberg, Sulzbach, Turntal, Untertal und Wittenbach, die Höfe Christenbauernhof, Gumm, Gummele, Haldenhof, Herrenwälderberg (Kajetanhäusle), Hintere Grub, Hinter Lauben, Holzbauerhof, Kolbenloch, Langenbach, Mittlere Grub, Mosenberg (Blasenbauernhof), Paradies, Vordere Grub, Vorder-Lauben und Wolfbauernhof und die Wohnplätze Absetze, Am Bach (Schonachbach), Auf der Ecke, Brunnenwald, Feldern, Freyflet (Freylet), Freiheit, Höfleberg, Hohlenbach, Hornberg, Im Grund, Kuttlematten, Laubeck, Laubwald, Muckenloch, Mühleberg, Ölberg, Rain, Sägenloch, Schneckenloch, Sieben (Vorderer), Silberberg, Sturle, Vogeleck, Vogte (Hintere), Vogte (Vordere), Waldhäusle (Oberes und Unteres) und Weiermatten. - Schönwald im Schwarzwald mit dem Dorf Schönwald im Schwarzwald, den Zinken Baslertal, Bei der Escheck (Neue Welt), Farnberg, Fuchsbach, Guten, Hölltal, Mosenberg, Mühleberg, Ob der Kirch, Oberort, Prisen, Schönbächle, Schwarzenbach und Weißenbach, den Höfen Farnbauer, Holzhof, Tiefenbach (Ober), Tiefenbach (Unter) und Wittenbach (Haldenmathis) und den Wohnplätzen Auf’m Bühl, Brand, Bux, Ecke (Eckhöfle), Im Loch, Korallenhäusle, Küferhäusle, Leibereck, Prisenhäusle, Sägloch, Schaiben, Schwarzenmoos, Ste(ö)renberg, Strasswald, Viertel, Vogte und Wunderle. - St. Georgen im Schwarzwald mit den Stadtteilen Brigach, Langenschiltach, Oberkirnach, Peterzell, St. Georgen im Schwarzwald und Stockburg. - Zu Brigach der Gemeindeteil Stockwald, die Zinken Glashöfe, Halde, Im Zinken, Obertal, Sommerau und Untertal, die Höfe Auf den Ecken und Im Grund und die Wohnplätze Alter Weg, Bahnhof Sommerau, Im Nest und Mössle. - Zu Langenschiltach die Zinken Erlenmoos, Föhrenbächle, Ruppertsberg, Schachenbronn, Schmelze, Vogte, Vohenlohe und Weißloch, Haus und Hof Kaltenbronn, die Höfe Im Tal (vorm. Krummenschiltach) und die Wohnplätze Bruckenwald, Grünbronn(brunnen), Halde, Hochstraße (Holops), Hochwäldereck, Hutneck, Im Gründle und Prechtberg. - Zu Oberkirnach die Zinken Großes Maierstäle, Hagzinken, Herrenwald, Hilsbach, Hippengehr (Hochbach), Hirzwald, Kleines Maierstäle, Kreuzweg, Reichenbach, Sägerberg, Sinsenbach, Steinbiss und Todtenhund und die Wohnplätze Auf dem Bühl, Im Tal, Kesselberg, Ober-Uhlbach und Unter-Uhlbach. - Zu Peterzell das Dorf Peterzell, die Zinken Bundesstraße (Ruppertsberg), Heidenbühl, Lochbronn und Schoren, die Höfe Hochbronn, Obermühlbach, Seeloch (Am See), Untermühlbach und Ursprung und die Wohnplätze Brunnendobel, Gickenloch, Harzloch und Hutneck. - Zu St. Georgen im Schwarzwald die Stadt St. Georgen im Schwarzwald, die Zinken Bösingerwinkel, Bruderhaus, Gsod, Kressenbrunnen, Krumpenloch, Ruppertsberg, Stockwald (Ober), Unterm Wald und Vohenlohe, das Gehöft Sägebauernhof und Sägemühle und die Wohnplätze Albertsgrund, Allmendbühl, Am Weiher (Klosterweiher), Auf dem Bühl, Beim Welschenweiher, Brentenholz, Dreihäusle (Dobel), Hermannsberg, Im Kohlbühl, Im Tal, Langenhansenberg, Langhütte, Muckenloch, Mühledobel, Schartenschmiede, Süßer Winkel und Unterer Röhlinswald. - Zu Stockburg der Weiler Vorder-Stockburg, die Zinken Auf dem Berg (Berghof), Halden und Schoren und Haus und Hof Stockburger Mühle. - Triberg im Schwarzwald mit den Stadtteilen Gremmelsbach, Nußbach und Triberg im Schwarzwald. - Zu Gremmelsbach das Dorf Gremmelsbach, die Zinken Althornberg, Am Bach (Gutachtalstraße), Gefäll (Mittel, Ober und Unter), Gumm (Ober und Unter), Leutschenbach, Obertal, Rötenbach (Ober und Unter), Steinbis, Turntal und Untertal (Loch), die Höfe Grundbauer, Hof(bauer) und Kreuzbauernhof und die Wohnplätze Alpirsbach, Am Rifliz, Antonisberg, Brunnenmättle, Brunnholz, Dürreberg, Ecke, Gummambs, Hinterm Ofen, Hohlenstein, Holops, Kirchbühl, Kreuzloch, Losbach, Obertenwald, Rus, Schafberg, Seelenwald, Staude, Storenberg und Uhrenbühl. - Zu Nußbach das Dorf Nußbach, die Zinken Bühl, Ecken (Obere), Feißlesberg, Hintertal, Hirzwald, Krähendobel (Gibbesbach), Kreisbach, Oberhohnen, Oberliemberg, Pappelntal, Retschen, Tannholz, Tiefental, Unterhohnen und Vordertal, die Höfe Grießhaberbauer, Kienzlerbauer, Oberdill, Obersteinbis, Unterliemberg und Untersteinbis und die Wohnplätze Am Berg, Bettelküche, Bopper, Dobel, Dreiangel, Egeten, Eisenhut, Feißenhof, Geutsche, Griesget, Haag, Heidenstein, Hirzberg, Hochwald, Höll, Klösterle, Lehen, Muckenloch, Nußhurt, Obersteinbis, Obersteinhalden, Remeck, Spalt, Taubenbach, Untergeutsche, Untersteinhalden, Waldhäusle und Wanne. - Zu Triberg im Schwarzwald die Stadt Triberg im Schwarzwald und die Zinken Adelheid und Retschen. - Tuningen mit dem Dorf Tuningen und den Höfen Birkenhof, Erlenhof, Haldenhof, Lindenhof, Lochenrain, Obere Mühle, Schonwiesen und Untere Mühle. - Unterkirnach mit dem Dorf Roggenbach, den Zinken Geisendöbele, Gropper, Grund, Herrenwald, Ippengehr(Hippen-), Moosloch, Schlegeltal, Schlegelwald, Stockwald und Tal, den Höfen Aspengrund, Bärtleshof, Hinterwasenhof, Leimgruben, Lippenhof, Thomashof und Weiherhaus und den Wohnplätzen Ackerloch, Bärloch, Breitbrunnen, Ellenwinkel, Elleck, Gründle, Hohrain, Im Felsen, „Kirnachtal, Kloster Maria Tann“, Neuhäusle, Nollen, Rötenloch, Rossacker, Spechtloch, Wannendobel, Weiherhaus, Winterhalde und Wolfsgrund. - Villingen-Schwenningen mit den Stadtteilen Herzogenweiler, Marbach, Mühlhausen, Obereschach, Pfaffenweiler, Rietheim, Schwenningen am Neckar, Tannheim, Villingen im Schwarzwald, Weigheim und Weilersbach. - Zu Herzogenweiler das Dorf Herzogenweiler, das Gehöft Glaserhof und der Wohnplatz Glasermühle. - Zu Marbach das Dorf Marbach und der Wohnplatz Bahnhof Marbach-Ost. - Zu Mühlhausen das Dorf Mühlhausen und die Wohnplätze Haltestelle Mühlhausen und Roter Berg. - Zu Obereschach das Dorf Obereschach, der Weiler Sommertshausen und die Höfe Aubenmühle, Oberer Guggenbühl, Öle, Schlietenhof, Unterer Guggenbühl und Waldhummelhof. - Zu Pfaffenweiler das Dorf Pfaffenweiler, der Weiler Spitalhöfe und die Höfe Häringshöfe und Säge. - Zu Rietheim das Dorf Rietheim und das Gehöft Mühlenhof. - Zu Schwenningen am Neckar die Stadt Schwenningen am Neckar. - Zu Tannheim das Dorf Tannheim, das Gehöft Untermühle und die Wohnplätze Forsthaus und Sägewerk. - Zu Villingen im Schwarzwald die Stadt Villingen im Schwarzwald, der Stadtteil Berdholdshöfe, die Weiler Nordstetten und Zollhaus, das Gehöft Viehhof und die Wohnplätze Am Germanswald, Beim Bahnhof Kirnach-Villingen, Feldnermühle, Gewann Haslen, Hölzlekönig, Salvest und Volkertsweiler. - Zu Weigheim das Dorf Weigheim. - Zu Weilersbach das Dorf Weilersbach. - Vöhrenbach mit den Stadtteilen Hammereisenbach-Bregenbach, Langenbach, Urach und Vöhrenbach. - Zu Hammereisenbach-Bregenbach das Dorf Hammereisenbach-Bregenbach, die Höfe Bernreutehof, Fischerhof, Forbach (Forben), Krumpenhof, Weißkopfenhof und Winter(bauern)hof und die Wohnplätze Fischersäge, Schmelzdobel (Dobel) und Siedlung. - Zu Langenbach die Weiler Bei der Eck, Beim Dörfle, Breghöfe und Gabershof, der Zinken Hinterlangenbach, die Höfe Buckenbühl(erhof), Felsen, Friedrichshöhe, Kaltenbach, Kieningerhof, Klausenmartinshof, Kleinklausenhof, Philippenhof, Rappeneck, Seppenhof, Tudiser(Rufen)hof, Zähringerhof und Zechenhof und die Wohnplätze Breghäusle, Deckermathisehaus, Donigs(Tonis)hof, Dürrhalden, Glasträgerhäusle, Haibühl und Hasenhof. - Zu Urach der Weiler Bei der Kirche, Häuser und Höfe Adamenhof, die Höfe Altenvogtshof, Augustinenhof, Bruggerhof, Dilgerhof, Eschengrunderhof, Fallerhof, Fränzlehof, Franzenurishof, Gregorishof, Kirnershof, Kleiserhof, Lorenzenhof, Mattenhof, Merzenhof, Ober-Fahlenbacher(Ziebers)hof, Oberroturacherhof, Oschwaldenhof, Rufenhof, Streichenbacherhof, Unter-Fahlenbacher(Deibiesen)hof, Unterroturacherhof, Unterwirtshof und Weberdiesenhof und die Wohnplätze Altenvogtshäusle, Bei Hammereisenbach, Davidenhäusle, Engelbertshäusle, Fallersloch, Finsterhalde, Höllmühle, Jörglishäusle, Kaltenherberg, Sägenhäusle, Sägenhof, Schmiedenhof, Schwarzbacherhäusle, „Schwörerhof, Gasthaus zum Sternen“, Steiggrund und Tritschlerhäusle. - Zu Vöhrenbach das Dorf Vöhrenbach, der Weiler Bei der Eck (Ecke Langenbach), der Zinken Fuchsloch, die Höfe Angelsbach, Kosbach, Ober-Ursbach und Unter-Ursbach und die Wohnplätze Fohrenbühl, Hoher Steg, Kohlbrücke (Langmatte), Neuensteig, St. Michaelskapelle und Steinhalde. |

## Alphabetische Liste
In Fettschrift erscheinen die Orte, die zugleich Hauptort einer gleichnamigen Gemeinde sind, in Kursivschrift Wohnplätze, Höfe, Häuser und Wüstungen. Zusätzliche bestehende kleine Orte nach der Quelle www.leo-bw.de werden dort in aller Regel nicht wie in der Listengrundlage nach Weiler/Siedlung/Wohnplatz usw. differenziert, sondern einheitlich als Wohnplatz klassifiziert, dieser Ortsteiltyp wird hier entsprechend kursiviert übernommen.
| - Aasen zu Donaueschingen - Absetze zu Schonach im Schwarzwald - Achdorf zu Blumberg - Ackerloch zu Unterkirnach - Adamenhof zu Vöhrenbach - Adelheid zu Triberg im Schwarzwald - Albertsgrund zu St. Georgen im Schwarzwald - Allmendbühl zu St. Georgen im Schwarzwald - Allmendshofen zu Donaueschingen - Alpirsbach zu Triberg im Schwarzwald - Altbad zu Niedereschach - Alte Reibsch zu Furtwangen im Schwarzwald - Altenvogtshäusle zu Vöhrenbach - Altenvogtshof zu Furtwangen im Schwarzwald - Altenvogtshof zu Vöhrenbach - Alter Romben zu Furtwangen im Schwarzwald - Alter Weg zu St. Georgen im Schwarzwald - Althornberg zu Triberg im Schwarzwald - Am Bach (Triberg im Schwarzwald) zu Triberg im Schwarzwald - Am Bach (Schonach im Schwarzwald) zu Schonach im Schwarzwald - Am Berg zu Triberg im Schwarzwald - Am Eichenberg zu Niedereschach - Am Germanswald zu Villingen-Schwenningen - Am Rifliz zu Triberg im Schwarzwald - Am Weiher (Klosterweiher) zu St. Georgen im Schwarzwald - An der Königsfelder Straße zu Königsfeld im Schwarzwald - An der Schabenhäuserhalde zu Niedereschach - Angelsbach zu Vöhrenbach - Ankenbuck zu Brigachtal - Antonisberg zu Triberg im Schwarzwald - Aselfingen zu Blumberg - Aspengrund zu Unterkirnach - Aubenmühle zu Villingen-Schwenningen - Auf dem Berg (Berghof) zu St. Georgen im Schwarzwald - Auf dem Bühl zu Niedereschach - Auf dem Bühl zu St. Georgen im Schwarzwald - Auf dem Bühl zu St. Georgen im Schwarzwald - Auf den Ecken zu St. Georgen im Schwarzwald - Auf den Höfen zu Niedereschach - Auf der Ecke zu Schonach im Schwarzwald - Auf Firsten zu Dauchingen - Auf Martinskapelle zu Furtwangen im Schwarzwald - Auf Teil zu Donaueschingen - Auf’m Bühl zu Schönwald im Schwarzwald - Aufen zu Donaueschingen - Augustinenhof zu Vöhrenbach - Bad Dürrheim - Bahnhof Marbach-Ost zu Villingen-Schwenningen - Bahnhof Sommerau zu St. Georgen im Schwarzwald - Bahnstation Riedöschingen zu Blumberg - Balzenhof zu Furtwangen im Schwarzwald - Bärleswies zu Niedereschach - Bärloch zu Unterkirnach - Bärtleshof zu Unterkirnach - Baslertal zu Schönwald im Schwarzwald - Bauernäcker zu Königsfeld im Schwarzwald - Beckhofen zu Brigachtal - Behla zu Hüfingen - Bei der Eck zu Vöhrenbach - Bei der Eck (Ecke Langenbach) zu Vöhrenbach - Bei der Escheck (Neue Welt) zu Schönwald im Schwarzwald - Bei der Kirche zu Vöhrenbach - Bei der Mühle zu Niedereschach - Bei Hammereisenbach zu Vöhrenbach - Beim Bahnhof Kirnach-Villingen zu Villingen-Schwenningen - Beim Dörfle zu Vöhrenbach - Beim Schachenhof (Schachen) zu Bräunlingen - Beim Welschenweiher zu St. Georgen im Schwarzwald - Benjaminenhof zu Furtwangen im Schwarzwald - Berdholdshöfe zu Villingen-Schwenningen - Bergers (Auf Worberg) zu Blumberg - Berghäusle zu Schonach im Schwarzwald - Bernhardenhof (Mäderstal) zu Furtwangen im Schwarzwald - Bernhardenhof (Oberkatzensteig) zu Furtwangen im Schwarzwald - Bernreutehof zu Vöhrenbach - Bettelküche zu Triberg im Schwarzwald - Biesingen zu Bad Dürrheim - Birchenhof zu Blumberg - Birkenbühl zu Furtwangen im Schwarzwald - Birkenhof zu Tuningen - Bittelbrunn zu Bräunlingen - Bleiche zu Blumberg - Blumberg - Bopper zu Triberg im Schwarzwald - Bösingerwinkel zu St. Georgen im Schwarzwald - Brand zu Schönwald im Schwarzwald - Bräunlingen - Bregenbach zu Furtwangen im Schwarzwald - Bregerhaus zu Furtwangen im Schwarzwald - Breghäusle zu Vöhrenbach - Breghöfe zu Vöhrenbach - Bregnitz zu Königsfeld im Schwarzwald - Breitbrunnen zu Unterkirnach - Breiteck zu Gütenbach - Brend zu Furtwangen im Schwarzwald - Brennersloch zu Furtwangen im Schwarzwald - Brentenholz zu St. Georgen im Schwarzwald - Brogen zu Königsfeld im Schwarzwald - Bruckenwald zu St. Georgen im Schwarzwald - Bruderhaus zu St. Georgen im Schwarzwald - Bruggen zu Bräunlingen - Bruggerhof zu Vöhrenbach - Brunnendobel zu St. Georgen im Schwarzwald - Brunnenmättle zu Triberg im Schwarzwald - Brunnenwald zu Schonach im Schwarzwald - Brunnholz zu Triberg im Schwarzwald - Bubenholz zu Niedereschach - Buchenberg zu Königsfeld im Schwarzwald - Buchhof zu Blumberg - Buckenbühl(erhof) zu Vöhrenbach - Bühl zu Triberg im Schwarzwald - Bühl (Altenvogtsantonshaus) zu Furtwangen im Schwarzwald - Bundesstraße (Ruppertsberg) zu St. Georgen im Schwarzwald - Burchershäusle zu Furtwangen im Schwarzwald - Burgberg zu Königsfeld im Schwarzwald - Bux zu Schönwald im Schwarzwald - Christenbauernhof zu Schonach im Schwarzwald - Däplisberg zu Königsfeld im Schwarzwald - Dauchingen - Davidenhäusle zu Vöhrenbach - Deckermathisehaus zu Vöhrenbach - Diesenhof zu Furtwangen im Schwarzwald - Dilgerhof zu Furtwangen im Schwarzwald, Teilort Furtwangen - Dilgerhof zu Furtwangen im Schwarzwald, Teilort Rohrbach im Schwarzwald - Dilgerhof zu Vöhrenbach - Dobel zu Niedereschach - Dobel zu Triberg im Schwarzwald - Dobelhäusle (Vogtsmartinshäusle) zu Furtwangen im Schwarzwald - Döggingen zu Bräunlingen - Doldenhäusle zu Furtwangen im Schwarzwald - Doldenhof zu Furtwangen im Schwarzwald, Teilort Furtwangen - Doldenhof zu Furtwangen im Schwarzwald, Teilort Rohrbach im Schwarzwald - Donaueschingen - Donigs(Tonis)hof zu Vöhrenbach - Dorershof zu Furtwangen im Schwarzwald - Dörfle zu Furtwangen im Schwarzwald, Teilort Neukirch - Dörfle zu Furtwangen im Schwarzwald, Teilort Rohrbach im Schwarzwald - Dörnen zu Königsfeld im Schwarzwald - Drehershäusle zu Furtwangen im Schwarzwald - Dreiangel zu Triberg im Schwarzwald - Dreihäusle (Dobel) zu St. Georgen im Schwarzwald - Dreistegen zu Furtwangen im Schwarzwald - Dürreberg zu Triberg im Schwarzwald - Dürrhalden zu Vöhrenbach - Dürrheimer Landstraße zu Donaueschingen - Eberstein zu Niedereschach - Eckbauernhof zu Furtwangen im Schwarzwald - Ecke zu Triberg im Schwarzwald - Ecke (Eckhöfle) zu Schönwald im Schwarzwald - Ecken (Obere) zu Triberg im Schwarzwald - Eckhöfe zu Gütenbach - Egeten zu Triberg im Schwarzwald - Eichbühl zu Niedereschach - Eichhof zu Blumberg - Eisenhut zu Triberg im Schwarzwald - Elleck zu Unterkirnach - Ellenwinkel zu Unterkirnach - Elzbach zu Schonach im Schwarzwald - Elzhof zu Schonach im Schwarzwald - Enge zu Furtwangen im Schwarzwald - Engelbertshäusle zu Vöhrenbach - Epfenhofen zu Blumberg - Erdmannsweiler zu Königsfeld im Schwarzwald - Erlenhof zu Schonach im Schwarzwald - Erlenhof zu Tuningen - Erlenmoos zu St. Georgen im Schwarzwald - Eschach zu Blumberg - Eschenbühl zu Schonach im Schwarzwald - Eschengrunderhof zu Vöhrenbach - Escheck zu Furtwangen im Schwarzwald - Ettenberg zu Gütenbach - Fallerhof zu Vöhrenbach - Fallersloch zu Vöhrenbach - Farnbauer zu Schönwald im Schwarzwald - Farnberg (Schönwald im Schwarzwald) zu Schönwald im Schwarzwald - Feißenhof zu Triberg im Schwarzwald - Feißlesberg zu Triberg im Schwarzwald - Feldern zu Schonach im Schwarzwald, Teilort Rohrhardsberg - Feldern zu Schonach im Schwarzwald, Teilort Schonach im Schwarzwald - Feldnermühle zu Villingen-Schwenningen - Felsen zu Vöhrenbach - Ferndobel zu Furtwangen im Schwarzwald - Fernhof zu Furtwangen im Schwarzwald - Finsterhalde zu Vöhrenbach - Fischbach zu Niedereschach - Fischerhof zu Vöhrenbach - Fischersäge zu Vöhrenbach - Föhrenbächle zu St. Georgen im Schwarzwald - Fohrenbühl zu Vöhrenbach - Fohrenhöfe zu Donaueschingen - Forbach (Forben) zu Vöhrenbach - Forsthaus zu Bräunlingen, Teilort Bräunlingen - Forsthaus zu Bräunlingen, Teilort Waldhausen - Forsthaus zu Schonach im Schwarzwald - Forsthaus zu Villingen-Schwenningen - Franzenurishof zu Vöhrenbach - Fränzlehof zu Vöhrenbach - Freiheit zu Schonach im Schwarzwald - Freyflet (Freylet) zu Schonach im Schwarzwald - Friedrichshöhe zu Vöhrenbach - Fuchsbach zu Schönwald im Schwarzwald - Fuchsfalle zu Furtwangen im Schwarzwald - Fuchsloch zu Königsfeld im Schwarzwald - Fuchsloch zu Vöhrenbach - Fürndel zu Königsfeld im Schwarzwald - Fürsatz(hof) zu Furtwangen im Schwarzwald - Fürsatzhof zu Furtwangen im Schwarzwald - Fürstenberg zu Hüfingen - Furtwangen zu Furtwangen im Schwarzwald - Furtwänglehof zu Furtwangen im Schwarzwald - Fützen zu Blumberg - Gabershof zu Vöhrenbach - Gabrielenhof zu Furtwangen im Schwarzwald - Gaisberg zu Gütenbach - Gaisbrunnen zu Königsfeld im Schwarzwald - Gaisdobel zu Gütenbach - Ganterhäusle zu Gütenbach - Ganterhof zu Furtwangen im Schwarzwald - Gefäll (Mittel, Ober und Unter) zu Triberg im Schwarzwald - Geisendöbele zu Unterkirnach - Geutsche zu Triberg im Schwarzwald - Gewann Haslen zu Villingen-Schwenningen - Gickenloch zu St. Georgen im Schwarzwald - Glaserhof zu Villingen-Schwenningen - Glasermühle zu Villingen-Schwenningen - Glashalde zu Königsfeld im Schwarzwald - Glashöfe zu St. Georgen im Schwarzwald - Glasträgerhäusle zu Vöhrenbach - Gnadental zu Donaueschingen - Gossental zu Blumberg - Gregorishof zu Vöhrenbach - Gremmelsbach zu Triberg im Schwarzwald - Gremmen zu Furtwangen im Schwarzwald - Griesget zu Triberg im Schwarzwald - Grießhaberbauer zu Triberg im Schwarzwald - Gropper zu Unterkirnach - Großes Maierstäle zu St. Georgen im Schwarzwald - Grünbronn(brunnen) zu St. Georgen im Schwarzwald - Grund zu Unterkirnach - Grund(Eschlis)häusle zu Furtwangen im Schwarzwald - Grundbauer zu Triberg im Schwarzwald - Grundhof zu Furtwangen im Schwarzwald - Gründle zu Furtwangen im Schwarzwald - Gründle zu Unterkirnach - Grüningen zu Donaueschingen - Gschwendhöfe zu Gütenbach - Gsod zu St. Georgen im Schwarzwald - Guggenmühle zu Bräunlingen - Gumm zu Schonach im Schwarzwald - Gumm zu Schonach im Schwarzwald - Gumm (Ober und Unter) zu Triberg im Schwarzwald - Gummambs zu Triberg im Schwarzwald - Gummaten zu Schonach im Schwarzwald - Gummele zu Schonach im Schwarzwald - Guten zu Schönwald im Schwarzwald - Gütenbach - Gutenhof zu Gütenbach - Haag zu Triberg im Schwarzwald - Hagzinken zu St. Georgen im Schwarzwald - Haibühl zu Vöhrenbach - Haid (Vordere) zu Schonach im Schwarzwald - Halde zu St. Georgen im Schwarzwald, Teilort Brigach - Halde zu St. Georgen im Schwarzwald, Teilort Langenschiltach - Halden zu Königsfeld im Schwarzwald - Halden zu St. Georgen im Schwarzwald - Haldenhof zu Schonach im Schwarzwald - Haldenhof zu Tuningen - Haltestelle Mühlhausen zu Villingen-Schwenningen - Hammereisenbach-Bregenbach zu Vöhrenbach - Hansen(Kleiserhansen)hof zu Furtwangen im Schwarzwald - Häringshöfe zu Villingen-Schwenningen - Harzhäusle zu Furtwangen im Schwarzwald - Harzloch zu St. Georgen im Schwarzwald - Hasenhof zu Vöhrenbach - Hasenstall zu Niedereschach - Hausebenehof zu Furtwangen im Schwarzwald - Hausen vor Wald zu Hüfingen - Hauspen zu Furtwangen im Schwarzwald - Hecken zu Schonach im Schwarzwald - Heidenbühl zu St. Georgen im Schwarzwald - Heidenbühl zu Furtwangen im Schwarzwald - Heidenhofen zu Donaueschingen - Heidenstein zu Triberg im Schwarzwald - Heiligenhof zu Gütenbach - Hermannsberg zu St. Georgen im Schwarzwald - Herrenwald zu St. Georgen im Schwarzwald - Herrenwald zu Unterkirnach - Herrenwälderberg (Kajetanhäusle) zu Schonach im Schwarzwald - Herzogenweiler zu Villingen-Schwenningen - Heubach zu Furtwangen im Schwarzwald - Hexenloch zu Furtwangen im Schwarzwald - Hilsbach zu St. Georgen im Schwarzwald - Hinter Lauben zu Schonach im Schwarzwald - Hinterbauernhof (Heineshof) zu Furtwangen im Schwarzwald - Hintere Bärt zu Schonach im Schwarzwald - Hintere Grub zu Schonach im Schwarzwald - Hintere Schand zu Donaueschingen - Hinterer Hutzelberg zu Königsfeld im Schwarzwald - Hinteres Berghäusle zu Furtwangen im Schwarzwald - Hinterlangenbach zu Vöhrenbach - Hinterm Ofen zu Triberg im Schwarzwald - Hintertal zu Gütenbach - Hintertal zu Triberg im Schwarzwald - Hinterwasenhof zu Unterkirnach - Hippen zu Furtwangen im Schwarzwald - Hippengehr (Hochbach) zu St. Georgen im Schwarzwald - Hippenseppenhof zu Furtwangen im Schwarzwald - Hirschhalde zu Bad Dürrheim - Hirzberg zu Triberg im Schwarzwald - Hirzwald zu St. Georgen im Schwarzwald - Hirzwald zu Triberg im Schwarzwald - Hochbauernhof zu Furtwangen im Schwarzwald - Hochbronn zu St. Georgen im Schwarzwald - Hochemmingen zu Bad Dürrheim - Hochstraße (Holops) zu St. Georgen im Schwarzwald - Hochwald zu Triberg im Schwarzwald - Hochwäldereck zu St. Georgen im Schwarzwald - Hof(bauer) zu Triberg im Schwarzwald - Hofbauerngrundhäusle (Grundhäusle) zu Furtwangen im Schwarzwald - Hofgrund zu Furtwangen im Schwarzwald - Höfleberg zu Schonach im Schwarzwald - Hogenhof zu Furtwangen im Schwarzwald - Hoher Steg zu Vöhrenbach - Hohlenbach zu Schonach im Schwarzwald - Hohlenstein zu Triberg im Schwarzwald - Hohrain zu Unterkirnach - Höll zu Triberg im Schwarzwald - Höllmühle zu Vöhrenbach - Hölltal zu Schönwald im Schwarzwald - Holops zu Triberg im Schwarzwald - Holz zu Schonach im Schwarzwald - Holzbauerhof zu Schonach im Schwarzwald - Holzhäusle (Altes und Neues) zu Furtwangen im Schwarzwald - Holzhof zu Schönwald im Schwarzwald - Hölzlehof zu Blumberg - Hölzlehof zu Bräunlingen - Hölzlekönig zu Villingen-Schwenningen - Homberghof zu Blumberg - Hondingen zu Blumberg - Hornberg zu Schonach im Schwarzwald - Hubertshofen zu Donaueschingen - Hübschental zu Gütenbach - Hüfingen - Hummelhof zu Furtwangen im Schwarzwald - Hutneck zu St. Georgen im Schwarzwald - Hutneck zu St. Georgen im Schwarzwald - Hutzelberg zu Königsfeld im Schwarzwald - Im Felsen zu Unterkirnach - Im Grund zu Gütenbach - Im Grund zu Schonach im Schwarzwald - Im Grund zu St. Georgen im Schwarzwald - Im Gründle zu St. Georgen im Schwarzwald - Im Kaltenbach zu Furtwangen im Schwarzwald - Im Kohlbühl zu St. Georgen im Schwarzwald - Im Loch zu Schönwald im Schwarzwald - Im Moos zu Königsfeld im Schwarzwald - Im Nest zu St. Georgen im Schwarzwald - Im oberen Loh zu Niedereschach - Im Tal zu St. Georgen im Schwarzwald, Teilort Oberkirnach - Im Tal zu St. Georgen im Schwarzwald, Teilort St. Georgen im Schwarzwald - Im Tal (vorm. Krummenschiltach) zu St. Georgen im Schwarzwald - Im Zinken zu St. Georgen im Schwarzwald - Immenhöfe zu Donaueschingen - In den Parkanlagen zu Donaueschingen - In den Tannenäckern (Ziegelhof) zu Donaueschingen - Ippengehr(Hippen-) zu Unterkirnach - Jägerhaus (Am Buchberg) zu Donaueschingen - Jägerhaus Unterhölzer zu Bad Dürrheim - Jockleshof zu Furtwangen im Schwarzwald - Jonasenhof zu Furtwangen im Schwarzwald - Jörglishäusle zu Vöhrenbach - Josenhof zu Furtwangen im Schwarzwald - Jungviehweide zu Hüfingen - Jungviehweide Heiligkreuzhof zu Blumberg - Kaltenbach zu Vöhrenbach - Kaltenbronn zu St. Georgen im Schwarzwald - Kaltenherberg zu Vöhrenbach - Kanstingerhäusle zu Furtwangen im Schwarzwald - Kappel zu Niedereschach - Karlsruher Kindersolbad zu Donaueschingen - Katharinenhöhe zu Furtwangen im Schwarzwald - Katzenbühl zu Königsfeld im Schwarzwald - Kernerhof zu Furtwangen im Schwarzwald - Kesselbach (Unter) zu Furtwangen im Schwarzwald - Kesselberg zu St. Georgen im Schwarzwald - Kieningerhof zu Vöhrenbach - Kienzlerbauer zu Triberg im Schwarzwald - Kindersanatorium (Donishof) zu Königsfeld im Schwarzwald - Kirchbühl zu Triberg im Schwarzwald - Kirchdorf zu Brigachtal - Kirchenmoos zu Königsfeld im Schwarzwald - Kirchhalde zu Niedereschach - Kirnachtal, Kloster Maria Tann zu Unterkirnach - Kirnerseck (Auf der Eck) zu Furtwangen im Schwarzwald - Kirnershof zu Vöhrenbach - Klausenmartinshof zu Vöhrenbach - Kleines Maierstäle zu St. Georgen im Schwarzwald - Kleinklausenhof zu Vöhrenbach - Kleiserhof zu Vöhrenbach - Klengen zu Brigachtal - Klosterhof (vormals Seyhof) zu Niedereschach - Klösterle zu Triberg im Schwarzwald - Kohlbrücke (Langmatte) zu Vöhrenbach - Kohlerberg zu Niedereschach - Kohlerhäusle zu Furtwangen im Schwarzwald - Kohlplatz zu Furtwangen im Schwarzwald - Kohlwald zu Niedereschach - Kohlwald zu Bräunlingen - Kolbenloch zu Schonach im Schwarzwald - Kolmenhof zu Furtwangen im Schwarzwald - Kommingen zu Blumberg - Königsfeld im Schwarzwald - Korallenhäusle zu Schönwald im Schwarzwald - Kosbach zu Vöhrenbach - Kraftwerk zu Bräunlingen - Krähendobel (Gibbesbach) zu Triberg im Schwarzwald - Kreisbach zu Triberg im Schwarzwald - Kressenbrunnen zu St. Georgen im Schwarzwald - Kreuzbauernhof zu Triberg im Schwarzwald - Kreuzloch zu Triberg im Schwarzwald - Kreuzweg zu St. Georgen im Schwarzwald - Krumpenhof zu Vöhrenbach - Krumpenloch zu St. Georgen im Schwarzwald - Küferhäusle zu Schönwald im Schwarzwald - Kupferbauernhof zu Furtwangen im Schwarzwald - Kurbeleck zu Furtwangen im Schwarzwald - Kuttlematten zu Schonach im Schwarzwald - Lachenbuckhof zu Blumberg - Ladstatt zu Gütenbach - Ladstatt zu Furtwangen im Schwarzwald - Landelshaus (Vogtmartinsdobel) zu Furtwangen im Schwarzwald - Längehaus (Stetten) zu Blumberg - Langenbach zu Schonach im Schwarzwald - Langengrund zu Gütenbach - Langenhansenberg zu St. Georgen im Schwarzwald - Längetalhof zu Dauchingen - Langgrund zu Furtwangen im Schwarzwald - Langhütte zu St. Georgen im Schwarzwald - Laubeck zu Schonach im Schwarzwald - Laubwald zu Schonach im Schwarzwald - Lehen zu Triberg im Schwarzwald - Lehrhof zu Hüfingen - Leibereck zu Schönwald im Schwarzwald - Leimgruben zu Unterkirnach - Leimgrubenhof zu Gütenbach - Leimoos zu Furtwangen im Schwarzwald - Leiterloch zu Furtwangen im Schwarzwald - Lerchenfeld zu Königsfeld im Schwarzwald - Lettenäcker zu Donaueschingen - Lettwies zu Furtwangen im Schwarzwald - Leutschenbach zu Triberg im Schwarzwald - Linacher Mühle zu Furtwangen im Schwarzwald - Lindenhof zu Tuningen - Lindenloch (Schwarzwald-Baar-Kreis) zu Königsfeld im Schwarzwald - Lippenhof zu Unterkirnach - Litzelbronn zu Königsfeld im Schwarzwald - Lochbronn zu Königsfeld im Schwarzwald - Lochbronn zu St. Georgen im Schwarzwald - Lochenrain zu Tuningen - Lohhof zu Niedereschach - Lorenzenhof zu Vöhrenbach - Losbach zu Schonach im Schwarzwald - Losbach zu Triberg im Schwarzwald - Marbach zu Villingen-Schwenningen - Mariahof zu Donaueschingen - Martinsweiler zu Königsfeld im Schwarzwald - Mattenhof zu Vöhrenbach - Merzenhof zu Vöhrenbach - Michelshof zu Furtwangen im Schwarzwald - Mistelbrunn zu Bräunlingen - Mittendorf (Beim Neubad) zu Niedereschach - Mittlere Grub zu Schonach im Schwarzwald - Mönchhof zu Königsfeld im Schwarzwald - Mönchweiler - Mooshansenhäusle zu Furtwangen im Schwarzwald - Moosloch zu Unterkirnach - Mosenberg zu Schönwald im Schwarzwald - Mosenberg (Blasenbauernhof) zu Schonach im Schwarzwald - Mössle zu St. Georgen im Schwarzwald - Muckenloch zu Königsfeld im Schwarzwald - Muckenloch zu Schonach im Schwarzwald - Muckenloch zu St. Georgen im Schwarzwald - Muckenloch zu Triberg im Schwarzwald - Muckenloch zu Furtwangen im Schwarzwald - Mühle zu Bad Dürrheim - Mühle zu Niedereschach - Mühleberg zu Schönwald im Schwarzwald - Mühleberg zu Schonach im Schwarzwald - Mühlebühl zu Schonach im Schwarzwald - Mühledobel zu St. Georgen im Schwarzwald - Mühlenhof zu Villingen-Schwenningen - Mühlhausen zu Villingen-Schwenningen - Mühllehen zu Königsfeld im Schwarzwald - Mundelfingen zu Hüfingen - Nägelesee zu Königsfeld im Schwarzwald - Neckartalmühle zu Dauchingen - Neudingen zu Donaueschingen - Neue Fuchsfalle zu Furtwangen im Schwarzwald - Neueck zu Gütenbach - Neueckhöhe zu Gütenbach - Neuensteig zu Vöhrenbach - Neuhaus am Randen zu Blumberg - Neuhausen zu Königsfeld im Schwarzwald - Neuhäusle zu Unterkirnach - Neukirch zu Furtwangen im Schwarzwald - Niedereschach - Nollen zu Unterkirnach - Nonnenberg zu Königsfeld im Schwarzwald - Nonnenhalde zu Königsfeld im Schwarzwald - Nonnenmühle zu Königsfeld im Schwarzwald - Nordhalden zu Blumberg - Nordstetten zu Villingen-Schwenningen - Nußbach zu Triberg im Schwarzwald - Nußhurt zu Triberg im Schwarzwald - Ob der Kirch zu Schönwald im Schwarzwald - Ober Fallengrund zu Furtwangen im Schwarzwald - Oberbaldingen zu Bad Dürrheim - Oberdill zu Triberg im Schwarzwald - Obere Mühle zu Tuningen - Obere Steinhalde zu Furtwangen im Schwarzwald - Oberer Buckenbühl zu Furtwangen im Schwarzwald - Oberer Guggenbühl zu Villingen-Schwenningen - Oberer Schossenhof zu Hüfingen - Oberer Vogelsang zu Niedereschach - Oberes Bachgut zu Schonach im Schwarzwald - Obereschach zu Villingen-Schwenningen - Ober-Fahlenbacher(Ziebers)hof zu Vöhrenbach - Obergrundhof zu Gütenbach - Oberhohnen zu Triberg im Schwarzwald - Oberkilpachtal zu Gütenbach - Oberkirnach zu St. Georgen im Schwarzwald - Oberlehmannsgrund zu Gütenbach - Oberliemberg zu Triberg im Schwarzwald - Obermühlbach zu St. Georgen im Schwarzwald - Oberort zu Schönwald im Schwarzwald - Oberroturacherhof zu Vöhrenbach - Obersteinbis (Hof) zu Triberg im Schwarzwald, Teilort Nußbach - Obersteinbis (Haus) zu Triberg im Schwarzwald, Teilort Nußbach - Obersteinhalden zu Triberg im Schwarzwald - Obertal zu Furtwangen im Schwarzwald, Teilort Rohrbach im Schwarzwald - Obertal zu Furtwangen im Schwarzwald, Teilort Schönenbach - Obertal zu Schonach im Schwarzwald - Obertal zu St. Georgen im Schwarzwald - Obertal zu Triberg im Schwarzwald - Obertenwald zu Triberg im Schwarzwald - Obertiefenbach zu Schönwald im Schwarzwald - Ober-Uhlbach zu St. Georgen im Schwarzwald - Ober-Ursbach zu Vöhrenbach - Öfingen zu Bad Dürrheim - Ölberg zu Schonach im Schwarzwald - Öle zu Villingen-Schwenningen - Opferdingen zu Blumberg - Oschwaldenhof zu Vöhrenbach - Pappelntal zu Triberg im Schwarzwald - Paradies zu Schonach im Schwarzwald - Peterzell zu St. Georgen im Schwarzwald - Pfaffenberg(höfe) zu Niedereschach - Pfaffenweiler zu Villingen-Schwenningen - Pfeifenhansenhof zu Furtwangen im Schwarzwald - Pfohren zu Donaueschingen - Philippenhof zu Vöhrenbach - Prechtberg zu St. Georgen im Schwarzwald - Prisen zu Schönwald im Schwarzwald - Prisenhäusle zu Schönwald im Schwarzwald - Pulvermühle zu Niedereschach - Rain zu Schonach im Schwarzwald - Rainhäuser zu Königsfeld im Schwarzwald - Rainhäusle zu Furtwangen im Schwarzwald - Ramselhof zu Schonach im Schwarzwald - Randen zu Blumberg - Randen (Klausenhof) zu Blumberg - Randensteig zu Blumberg - Rappeneck zu Vöhrenbach - Reibschenhof (Neue Reibsch) zu Furtwangen im Schwarzwald - Reibschenscheuer zu Furtwangen im Schwarzwald - Reibschental zu Furtwangen im Schwarzwald - Reichenbach zu St. Georgen im Schwarzwald - Reinerseck zu Furtwangen im Schwarzwald - Remeck zu Triberg im Schwarzwald - Rensberg zu Schonach im Schwarzwald - Renzeck zu Furtwangen im Schwarzwald - Retschen zu Triberg im Schwarzwald, Teilort Nußbach - Retschen zu Triberg im Schwarzwald, Teilort Triberg im Schwarzwald - Riedböhringen zu Blumberg, Teilort Unterbaldingen - Riedböhringen zu Blumberg, Teilort Riedböhringen - Riedöschingen zu Blumberg - Rietheim zu Villingen-Schwenningen - Roggenbach zu Unterkirnach - Rohrerhäusle zu Furtwangen im Schwarzwald - Rohrhardsberg zu Schonach im Schwarzwald - Rombenberg zu Furtwangen im Schwarzwald - Rossacker zu Unterkirnach - Rötenbach (Ober und Unter) zu Triberg im Schwarzwald - Rotenberg zu Schonach im Schwarzwald - Rotenbergerhäusle zu Schonach im Schwarzwald - Rotenhof zu Furtwangen im Schwarzwald - Rötenloch zu Unterkirnach - Roter Berg zu Villingen-Schwenningen - Rothansenhof zu Furtwangen im Schwarzwald - Rufenhof zu Vöhrenbach - Ruppertsberg zu St. Georgen im Schwarzwald, Teilort Langenschiltach - Ruppertsberg zu St. Georgen im Schwarzwald, Teilort St. Georgen im Schwarzwald - Rus zu Triberg im Schwarzwald - Säge zu Villingen-Schwenningen - Sägebauernhof und Sägemühle zu St. Georgen im Schwarzwald - Sägehäusle zu Furtwangen im Schwarzwald - Sägehof zu Furtwangen im Schwarzwald - Sägemathishof zu Furtwangen im Schwarzwald - Sägenhäusle zu Vöhrenbach - Sägenhof zu Vöhrenbach - Sägenloch zu Schonach im Schwarzwald - Sägerberg zu St. Georgen im Schwarzwald - Sägewerk zu Villingen-Schwenningen - Sägloch zu Schönwald im Schwarzwald - Salvest zu Villingen-Schwenningen - Sattelhof zu Gütenbach - Schabelhöfe zu Blumberg - Schachenbronn zu St. Georgen im Schwarzwald - Schächer zu Hüfingen - Schafberg zu Triberg im Schwarzwald - Schafsätze zu Blumberg - Schaiben zu Schönwald im Schwarzwald - Schänzlehof zu Schonach im Schwarzwald - Schartenschmiede zu St. Georgen im Schwarzwald - Scherenhof zu Gütenbach - Scherensäge zu Gütenbach - Scherzingerhof zu Furtwangen im Schwarzwald - Schlatthof zu Blumberg - Schlegeltal zu Unterkirnach - Schlegelwald zu Unterkirnach - Schleife zu Schonach im Schwarzwald - Schlietenhof zu Villingen-Schwenningen - Schloss Graneck (Schlossbauern) zu Niedereschach - Schlossers Mühle zu Furtwangen im Schwarzwald - Schlössle zu Niedereschach - Schmelzdobel (Dobel) zu Vöhrenbach - Schmelze zu St. Georgen im Schwarzwald - Schmiedenhof zu Vöhrenbach - Schmiedshof zu Furtwangen im Schwarzwald - Schnabelhof zu Furtwangen im Schwarzwald - Schneckenloch zu Schonach im Schwarzwald - Schneiderhäusle zu Furtwangen im Schwarzwald - Schneidershof zu Furtwangen im Schwarzwald - Schochenbach zu Furtwangen im Schwarzwald - Schonach zu Schonach im Schwarzwald - Schönbächle zu Schönwald im Schwarzwald - Schönwald im Schwarzwald - Schonwiesen zu Tuningen - Schoren zu Mönchweiler - Schoren zu St. Georgen im Schwarzwald, Teilort Peterzell - Schoren zu St. Georgen im Schwarzwald, Teilort Stockburg - Schulhaus zu Schonach im Schwarzwald - Schulhaus (Altes und Neues) zu Furtwangen im Schwarzwald - Schwabenhof zu Furtwangen im Schwarzwald - Schwarzbacherhäusle zu Vöhrenbach - Schwarzenbach zu Schönwald im Schwarzwald - Schwarzenmoos zu Schönwald im Schwarzwald - Schwarzhansenhof zu Furtwangen im Schwarzwald - Schwarzhof zu Furtwangen im Schwarzwald - Schwebeldobel zu Furtwangen im Schwarzwald - Schweizersgrund zu Furtwangen im Schwarzwald - Schwenningen am Neckar zu Villingen-Schwenningen - Schwörerhof, Gasthaus zum Sternen - Seelenwald zu Triberg im Schwarzwald - Seeloch (Am See) zu St. Georgen im Schwarzwald - Sengenhof zu Furtwangen im Schwarzwald - Seppenhof zu Vöhrenbach - Seppenjöckelhof zu Furtwangen im Schwarzwald - Sieben (Vorderer) zu Schonach im Schwarzwald - Siedlung zu Vöhrenbach - Siedlungen (Bruch-, Schluchsiedlung, Neue Heimat) zu Donaueschingen - Siehdichfür zu Königsfeld im Schwarzwald - Silberberg zu Schonach im Schwarzwald - Sinkingen zu Niedereschach - Sinsenbach zu St. Georgen im Schwarzwald - Sommerau zu St. Georgen im Schwarzwald - Sommertshausen zu Villingen-Schwenningen - Sonnen(wirts)grund zu Furtwangen im Schwarzwald - Spalt zu Triberg im Schwarzwald - Spechtloch zu Unterkirnach - Spitalhöfe zu Villingen-Schwenningen - Spitzberg zu Furtwangen im Schwarzwald - Sprenglerhäusle (Wintereck) zu Furtwangen im Schwarzwald - St. Georgen im Schwarzwald - St. Michaelskapelle zu Vöhrenbach - Staatsberg zu Furtwangen im Schwarzwald - Staatsberghof zu Furtwangen im Schwarzwald - Stalterhof zu Furtwangen im Schwarzwald - Staude zu Triberg im Schwarzwald - Ste(ö)renberg zu Schönwald im Schwarzwald - Steiggrund zu Vöhrenbach - Steinberg zu Furtwangen im Schwarzwald - Steinbis zu Triberg im Schwarzwald - Steinbiss zu St. Georgen im Schwarzwald - Steinhalde zu Vöhrenbach - Stellwald zu Königsfeld im Schwarzwald - Steppach zu Blumberg - Steppachertalhof zu Blumberg - Stockburger Mühle zu St. Georgen im Schwarzwald - Stockwald zu St. Georgen im Schwarzwald - Stockwald zu Unterkirnach - Stockwald (Ober) zu St. Georgen im Schwarzwald - Storenberg zu Triberg im Schwarzwald - Strasswald zu Schönwald im Schwarzwald - Streichenbacherhof zu Vöhrenbach - Sturle zu Schonach im Schwarzwald - Sulzbach zu Schonach im Schwarzwald - Sumpfohren zu Hüfingen - Sunthausen zu Bad Dürrheim - Süßer Winkel zu St. Georgen im Schwarzwald - Tal zu Unterkirnach - Tannheim zu Villingen-Schwenningen - Tannholz zu Triberg im Schwarzwald - Taubenbach zu Triberg im Schwarzwald - Teich zu Gütenbach - Tengertalhof zu Blumberg - Thomashof zu Unterkirnach - Tiefental zu Triberg im Schwarzwald - Todtenhund zu St. Georgen im Schwarzwald - Torhäusle Unterhölzer zu Bad Dürrheim - Triberg im Schwarzwald - Tritschlerhäusle zu Vöhrenbach - Tudiser(Rufen)hof zu Vöhrenbach - Tuningen - Turntal zu Schonach im Schwarzwald - Turntal und Untertal (Loch) zu Triberg im Schwarzwald - Überachen zu Blumberg - Überauchen zu Brigachtal - Uhrenbühl zu Triberg im Schwarzwald - Unter Fallengrund zu Furtwangen im Schwarzwald - Unterbaldingen zu Bad Dürrheim - Unterdorf (Bei der Krone) zu Niedereschach - Untere Mühle zu Blumberg - Untere Mühle zu Tuningen - Untere Steinhalde zu Furtwangen im Schwarzwald - Unterer Buckenbühl zu Furtwangen im Schwarzwald - Unterer Guggenbühl zu Villingen-Schwenningen - Unterer Röhlinswald zu St. Georgen im Schwarzwald - Unterer Schossenhof zu Hüfingen - Unter-Fahlenbacher(Deibiesen)hof zu Vöhrenbach - Untergeutsche zu Triberg im Schwarzwald - Untergrund zu Furtwangen im Schwarzwald - Untergrundhof zu Gütenbach - Unterhaus zu Schonach im Schwarzwald - Unterhohnen zu Triberg im Schwarzwald - Unterkilpachtal zu Gütenbach - Unterlehmannsgrund zu Gütenbach - Unterliemberg zu Triberg im Schwarzwald - Unterm Wald zu St. Georgen im Schwarzwald - Untermühlbach zu St. Georgen im Schwarzwald - Untermühle zu Villingen-Schwenningen - Unterroturacherhof zu Vöhrenbach - Untersteinbis zu Triberg im Schwarzwald - Untersteinhalden zu Triberg im Schwarzwald - Untertal zu Furtwangen im Schwarzwald, Teilort Rohrbach im Schwarzwald - Untertal zu Furtwangen im Schwarzwald, Teilort Schönenbach - Untertal zu Schonach im Schwarzwald - Untertal zu St. Georgen im Schwarzwald - Untertiefenbach zu Schönwald im Schwarzwald - Unter-Uhlbach zu St. Georgen im Schwarzwald - Unter-Ursbach zu Vöhrenbach - Unterwirtshof zu Vöhrenbach - Ursprung zu St. Georgen im Schwarzwald - Venedighaus zu Schonach im Schwarzwald - Viehhof zu Villingen-Schwenningen - Viertel zu Schönwald im Schwarzwald - Villingen im Schwarzwald zu Villingen-Schwenningen - Vogeleck zu Schonach im Schwarzwald - Vogelhof zu Furtwangen im Schwarzwald - Vogelsang zu Niedereschach - Vogte zu St. Georgen im Schwarzwald - Vogte zu Schönwald im Schwarzwald - Vogte (Hintere) zu Schonach im Schwarzwald - Vogte (Vordere) zu Schonach im Schwarzwald - Vogtsgrund zu Gütenbach - Vohenlohe zu St. Georgen im Schwarzwald, Teilort Langenschiltach - Vohenlohe zu St. Georgen im Schwarzwald - Vöhrenbach - Volkertsweiler zu Villingen-Schwenningen - Vordere Bärt zu Schonach im Schwarzwald - Vordere Grub zu Schonach im Schwarzwald - Vorderes Berghäusle zu Furtwangen im Schwarzwald - Vorder-Lauben zu Schonach im Schwarzwald - Vorder-Stockburg zu St. Georgen im Schwarzwald - Vordertal zu Triberg im Schwarzwald - Vorderweiler zu Niedereschach - Waldau zu Königsfeld im Schwarzwald - Wälderhaus zu Schonach im Schwarzwald - Waldhausen zu Bräunlingen - Waldhauserhof zu Bräunlingen - Waldhäusle zu Furtwangen im Schwarzwald - Waldhäusle zu Triberg im Schwarzwald - Waldhäusle (Hinteres) zu Furtwangen im Schwarzwald - Waldhäusle (Oberes und Unteres) zu Schonach im Schwarzwald - Waldhof zu Blumberg - Waldhummelhof zu Villingen-Schwenningen - Waldhüterhaus zu Bräunlingen - Waldkaffee zu Bad Dürrheim - Wanne zu Triberg im Schwarzwald - Wannehof zu Furtwangen im Schwarzwald - Wannendobel zu Unterkirnach - Wannenweg zu Furtwangen im Schwarzwald - Weberdiesenhof zu Vöhrenbach - Wehrleshof zu Furtwangen im Schwarzwald - Weiermatten zu Schonach im Schwarzwald - Weigheim zu Villingen-Schwenningen - Weiherhaus zu Unterkirnach - Weiherhaus zu Unterkirnach - Weiler zu Königsfeld im Schwarzwald - Weilersbach zu Villingen-Schwenningen - Weißenbach zu Schönwald im Schwarzwald - Weißenbauernhof zu Furtwangen im Schwarzwald - Weißerhof zu Furtwangen im Schwarzwald - Weißkopfenhof zu Vöhrenbach - Weißloch zu St. Georgen im Schwarzwald - Wendelhof zu Furtwangen im Schwarzwald - Winkel zu Furtwangen im Schwarzwald - Winkelhof (Im Winkel) zu Niedereschach - Winter(bauern)hof zu Vöhrenbach - Winterberg zu Königsfeld im Schwarzwald - Winterhalde zu Unterkirnach - Winterhalderhof zu Furtwangen im Schwarzwald - Wirtshaus zum Löwen zu Furtwangen im Schwarzwald - Wirtshof zu Furtwangen im Schwarzwald - Wittenbach zu Schonach im Schwarzwald - Wittenbach (Haldenmathis) zu Schönwald im Schwarzwald - Wohnhaus Rombach zu Furtwangen im Schwarzwald - Wolfbauernhof zu Schonach im Schwarzwald - Wolfloch zu Furtwangen im Schwarzwald - Wolfsgrund zu Unterkirnach - Wolterdingen zu Donaueschingen - Wunderle zu Schönwald im Schwarzwald - Wyhlhof zu Blumberg - Zähringerhof zu Vöhrenbach - Zechenhof zu Vöhrenbach - Ziegelei zu Bad Dürrheim - Ziegelei zu Blumberg - Ziegelhof zu Bräunlingen - Zindelstein zu Donaueschingen - Zollgebäude zu Blumberg - Zollhaus zu Blumberg - Zollhaus zu Villingen-Schwenningen - Zum Ochsen (Am Hörmannsberg) zu Schonach im Schwarzwald - Zur Schwedenschanze zu Schonach im Schwarzwald |

| ↑ Zurück zum Inhaltsverzeichnis |